# Матвіївка (Курманський район)
Матві́ївка (до 1948 року — Шіґі́м, крим. Şigim) — село Курманського району Автономної Республіки Крим.
Відстань від райцентру до населеного пункта становить 47 кілометрів по прямій.